# Henryk Kasperczak
Henryk Wojciech Kasperczak (Zabrze, 1946. július 10. –) válogatott lengyel labdarúgó, a Mali labdarúgó-válogatott szövetségi kapitánya.

## Sikerei, díjai

### Játékosként
Lengyelország
- Olimpiai játékok
  - ezüstérmes: 1976

Stal Mielec
- Lengyel bajnok (2): 1972–73, 1975–76